# 科舍克頓 (紐約州)
科舍克頓（英語：Cochecton）是一個位於美國紐約州沙利文縣的鎮。

## 人口
根據2020年美國人口普查的數據，科舍克頓的面積為96.06平方千米，當中陸地面積為94.00平方千米，而水域面積為2.06平方千米。當地共有人口1448人，而人口密度為每平方千米15人。